# Zylom
Zylom is distributeur van computerspellen en spellen voor mobiele telefoons en tablets. Zylom is opgericht in Eindhoven, Nederland, en levert spellen aan vele landen. Via de website zijn meer dan 800 spellen te downloaden. Daarnaast is Zylom tevens uitgever van een aantal spellen zoals de Delicious serie, de Campfire Legends serie en Heart’s Medicine.

## Geschiedenis
Na de oprichting in 2001 groeide het bedrijf snel en een aantal jaar later, in 2006, werd het overgenomen door het Amerikaanse RealNetworks Inc. In 2011 kwam RealNetworks met één naam voor al hun spelletjes websites, GameHouse. Zylom werd ook onderdeel van GameHouse, maar voor consumenten bleef het Zylom. In 2012 werd de in-house gamestudio van Zylom gesloten, maar het bedrijf brengt nog steeds haar eigen games uit, zoals spellen uit de Delicious serie.

## Spellen
De spellen op de website van Zylom zijn opgesplitst in downloadspellen en online spellen. De downloadbare versies van spellen heten Deluxe games. Dit zijn de volledige versies van spellen met alle levels en opties.
Het merendeel van deze spellen van Zylom wordt volledig aangepast voor acht talen (Engels, Frans, Spaans, Duits, Nederlands, Zweeds, Italiaans en Portugees).
De belangrijkste categorieën van de spellen zijn:
- 3-op-een-rij-spellen
- actiespellen
- bordspellen
- bubble spellen
- kaartspellen
- managementspellen
- puzzelspellen
- zoek-en-vindspellen

## Prijzen
- 2004 - Rising Star Award
- 2005 - Website van het Jaar in Duitsland en Verenigd Koninkrijk (games & entertainment-categorie)
- 2006 - Website van het Jaar in Duitsland, Verenigd Koninkrijk, Spanje, Frankrijk, Italië en Nederland (games & entertainment-categorie).
- 2007 - Website van het Jaar in Duitsland, Verenigd Koninkrijk, Spanje, Frankrijk, Italië en Nederland (games & entertainment-categorie).
- 2008 - Website van het Jaar in Duitsland, Verenigd Koninkrijk, Spanje, Frankrijk, Italië en Nederland (games & entertainment-categorie).
- 2009 - Website van het Jaar in Duitsland, Verenigd Koninkrijk, Spanje, Frankrijk en Nederland (games & entertainment-categorie).
- 2010 - Website van het Jaar in Duitsland, Verenigd Koninkrijk, Spanje, Frankrijk, Italië en Nederland (games & entertainment-categorie).
- 2011 - Overall Website van het jaar in Verenigd Koninkrijk en Spanje. Website van het Jaar in Duitsland, Verenigd Koninkrijk, Spanje, Frankrijk, Nederland, Italië, en Brazilië (games & entertainment-categorie).
- 2012 - Overall Website van het jaar in Verenigd Koninkrijk, Brazilië, Frankrijk en Spanje. Website van het Jaar in Duitsland, Verenigd Koninkrijk, Spanje, Frankrijk, Nederland, Italië, en Brazilië (games & entertainment-categorie).
- 2013 – Overall Website van het jaar in Verenigd Koninkrijk en Brazilië. Website van het Jaar in Frankrijk, Spanje, Italië, Duitsland en Nederland (games & entertainment-categorie).[1].